# Oskar Theodor
Oskar Theodor (Königsberg, 3 ottobre 1898 – 17 novembre 1987) è stato un entomologo e zoologo israeliano.

## Biografia
Nacque a Königsberg, nella Prussia orientale (ora Kaliningrad, in Russia), si trasferì in Palestina e dopo un anno servì come soldato nell'esercito imperiale tedesco nella prima guerra mondiale. Nel 1921 divenne assistente del Dipartimento di salute del governo della Palestina e nel 1923 si trasferì presso l'unità di ricerca sulla malaria di Haifa. Nel 1925 divenne assistente del dipartimento di parassitologia presso l'Università di Gerusalemme, dove rimase per il resto della sua carriera.
Nel 1928, Oskar Theodor ritornò brevemente a Königsberg per completare il suo dottorato, in entomologia presso l'Università di Königsberg.
| Controllo di autorità | VIAF (EN) 25848107 · ISNI (EN) 0000 0001 1752 2970 · LCCN (EN) n50027117 · GND (DE) 1242938958 · J9U (EN, HE) 987007301966905171 |